# Verteidigungslinie

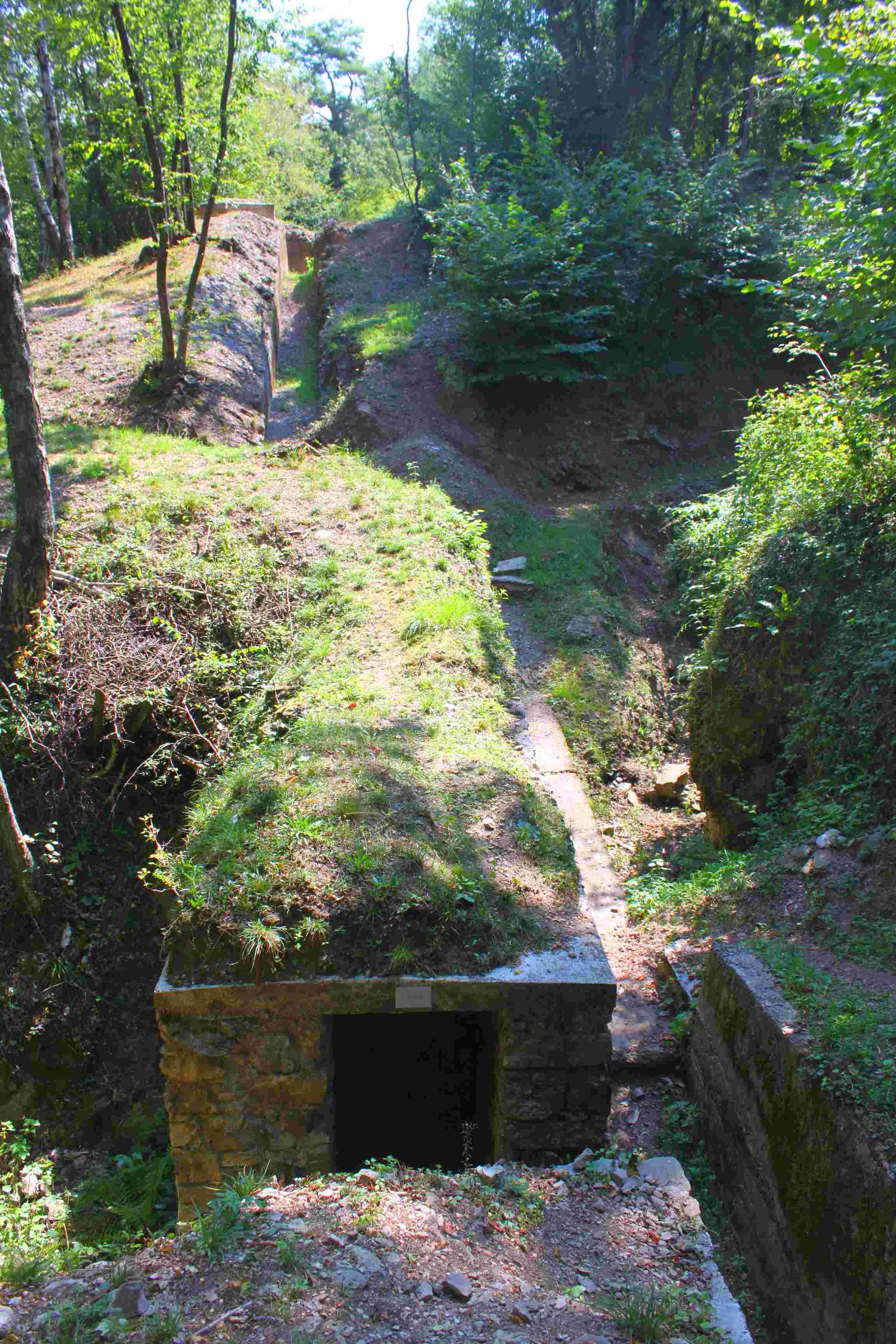
Schützengräben aus dem Ersten Weltkrieg an der Grenze zwischen Italien und der Schweiz.

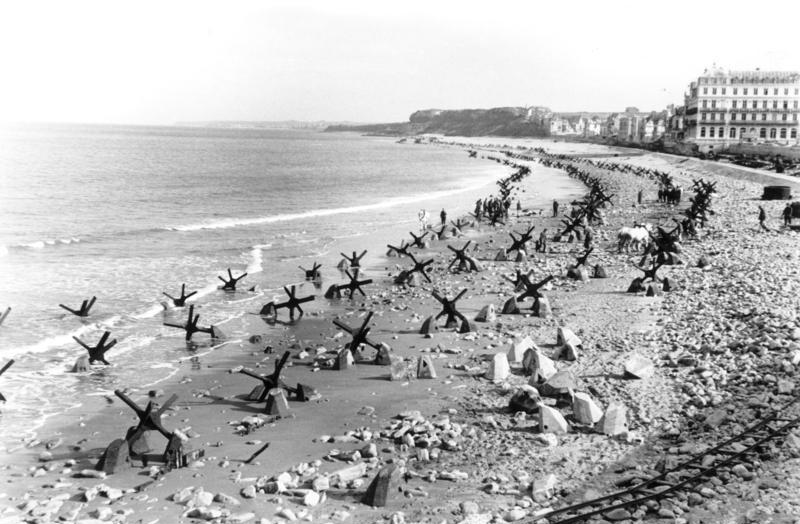
Panzersperren als Bestandteil des Atlantikwalls in der Nähe von Pas-de-Calais.

Als Verteidigungslinie bezeichnet man im militärischen Sprachgebrauch eine Kette von Truppenansammlungen und Verteidigungsanlagen zum Grenzschutz oder um Gebiete und Objekte von strategischem Wert zu schützen. Berühmte Beispiele dafür sind die Maginot-Linie oder der Atlantikwall.
Der Begriff kann zum einen einzelne Defensivstellungen bezeichnen, die beispielsweise nur aus einigen Gräben, Bunkern oder Panzersperren bestehen, zum anderen auch Netzwerke aus verschiedenen Abwehranlagen, die zur Verteidigung größerer Gebiete bestimmt sind.
Bereits seit der Antike waren viele stark lokalisierte Festungsanlagen unterschiedlicher Größe zur Verteidigung gebaut worden, die zum Teil als Festungsringe zusammengeschlossen wurden. Ihr Ende kam ab dem Ende des 19. Jahrhunderts mit der Weiterentwicklung der Artillerie. Den höheren Schussweiten und dem Einsatz von Brisanzgranaten waren sie trotz weiterer Verstärkung nicht mehr gewachsen.
Eine Verteidigungslinie kann auf natürlichen Gegebenheiten – wie Gebirgskämmen oder Küstenlinien – oder schwierigem Terrain (z. B. Sümpfe und Flüssen, Hügeln oder Tälern) beruhen und diese in die angelegten Verteidigungsmaßnahmen integrieren. Fast immer werden noch zusätzliche Wehranlagen und Befestigungen errichtet, diese reichen historisch von Schutzwällen und -gräben oder geschützten Artilleriestellungen (bspw. bereits im Dreißigjährigen Krieg oder den Koalitionskriegen) bis zu Schützengräben, Stacheldraht-Sperrfeldern, MG-Stellungen und Panzersperren im Ersten Weltkrieg. Neben Sperrmitteln wie Panzergräben oder Minenfeldern wurden oft auch Geschützstellungen oder Bunker integriert.
Über diese durch den Stellungskrieg geprägten Kriegsjahre wurde die Komplexität und die Strategie hinter solcher Verteidigungsanlagen zunehmend verbessert. In der Folge wurden bei fast allen militärischen Konflikten weltweit, bis in die moderne – jedoch wesentlich weniger stark charakterisierend und in variierender Ausprägung – Verteidigungslinien eingesetzt.
Auch im Zweiten Weltkrieg wurden Verteidigungslinien angelegt, jedoch weit weniger Verbreitet. Dies lag hauptsächlich in den negativen Erfahrungen des Ersten Weltkrieges sowie daraus resultierender stärkerer Orientierung an mobiler Kriegsführung in den Streitkräften der meisten Nationen. Neben den bereits genannten Beispielen entstanden in dieser Epoche beispielsweise auch der Westwall, die Mannerheim-Linie oder die Stalin-Linie.
Moderne Beispiele für Verteidigungslinien sind beispielsweise die Saddam-Linie während des Golf-Krieges (Desert Storm) oder die Verteidigungsanlagen im Ukrainekrieg bei der Schlacht um Bachmut.

## Nutzung der Deichanlagen in den Niederlanden
In den Niederlanden wurden ab dem 16. Jahrhundert zur Verteidigung so genannte Wasserlinien aufgebaut, die auf Grundlage der Inundierung Feinde abwehren sollten. Sie bestehen aus einer Kette von Befestigungsanlagen mit dazwischen liegenden Überschwemmungsgebieten, die über Inundierungsschleusen etwa 40 cm unter Wasser gesetzt werden konnten. Dadurch war das Gebiet für die Infanterie unpassierbar und auch nicht durch Schiffe befahrbar. Die Befestigungsanlagen dienten der Sicherung dieser Schleusen und waren im Normalfall unbesetzt, da die Inundierung nur bei akuter Gefahr angewendet wurde. Die Wasserlinien waren ein effektives Mittel, weil sie gegenüber von bewaffneten Verbänden nur mit kleinen Wachmannschaften zur Bedienung auskamen. In den Niederlanden existierten bis zu zehn solcher Wasserlinien mit einer Vielzahl noch vorhandener Forts. Ein Beispiel ist die Stellung von Amsterdam.
Historisch betrachtet dienten Verteidigungslinien nicht nur der Abwehr gegnerischer Offensiven während eines Krieges, sondern waren bedeutend für die Grenzsicherung. Historische Exemplare stellen der Limes oder die Chinesische Mauer dar.